# 나카노 게이
나카노 게이(일본어: 中野 圭, 1988년 1월 21일 ~ )는 일본의 전 축구 선수이다.

## 구단 경력
그는 2010년부터 2020년까지 J리그의 몬테디오 야마가타, FC 이마바리에서 활동하였다.